# Дая (геологический памятник)
Дая — геологический памятник природы всемирного статуса (по научной классификации объектов геологического наследия). Расположен на юго-восточных склонах Борщовочного хребта, в левобережье реки Дая, притока реки Куренга (бассейн Шилки). Протяжённость вдоль берега реки до 2,5 км, высота по склону — до 250 м.
Разрез глушковской свиты ундинно-даинской серии представлен цикличным переслаиванием туфопесчанников и туфоалевролитов с напластованиями щитков и единичными целыми силуэтами тел Щитней Prolepidurus. В рассеянных захоронениях присутствуют створки и раскрытые раковины конхострак Palaeolynceus, Sphaerestheria, Paleoleptestheria. Многочисленны остатки насекомых: комаров Chironomidae, гигантских стрекоз изофлебиит Dahurium и Sinitsia, подёнок Proameletus, жуков Unda и Jurodes, веснянок Uroperla и др. Всего в местонахождении обнаружены представители 14 отрядов. Сохранность остатков удивительная, так как на силуэтах тел щитней веден яйцеклад и пищеварительный тракт. В одном из слоев местонахождения найдены многочисленные (1—2 мм слоек) силуэты тел анострак Chirocephalus. Дая — единственное в мире местонахождение этих ископаемых ракообразных. Редки находки стеблей хвощей Equisetum, семена-крылатки Schizolepis. В кровле разреза в желтоватых туфоалевролитах найдены многочисленные следы жизнедеятельности Dajalithos. Возраст памятника — поздняя юра.